# Partit Comunista Peruà
El Partit Comunista Peruà va ser fundat en el 8 d'octubre de 1928 per José Carlos Mariátegui amb el nom de "Partit Socialista", sent integrant de la Internacional Comunista. En 1930 sent Eudocio Ravines Secretari General canvia de nom per "Partit Comunista Peruà". En 1964 es produeix una escissió, ocasionant que el partit quedi en mans de la facció pro soviètica, que va rebre el nom del seu setmanari:"Unitat". Mentre que el grup que es va separar (pro-pekinès) va prendre el nom de "Bandera Vermella", capçalera de la seva publicació.

## El Partit Socialista Peruà
El 7 d'octubre de 1928, José Carlos Mariátegui (Secretari General 1928 -1930), juntament amb Julio Portocarrero, Avelino Navarro, César Hinojosa, Fernando Borja, Ricardo Martínez La Torre i Bernardo Regman funden el Partit Socialista Peruà (PSP), partit marxista, anti-feudal i anti-imperialista, que va tenir en els seus inicis una clara influència de Mariátegui que proposava construir a Amèrica Llatina un socialisme “sense calc ni còpia” que sigui aplicada a la realitat concreta de cada país encara que sense deixar de ser classista i marxista, una altra particularitat era que tenia com a principals actors no solament al proletariat sinó també a la pagesia. El PSP asseuria les bases per a la creació de la Confederació General de Treballadors del Perú (CGTP) i tindria una gran influència en el moviment obrer.
En 1929 els delegats del PSP, Hugo Pesce i Julio Portocarrero exposen “El Problema de les races” plantejat per Mariátegui, a Buenos Aires i Montevideo al congrés de la facció llatinoamericana de la III Internacional, no obstant això la III Internacional va acabar per descartar les tesis de Mariátegui, les mateixes que caurien en l'oblit en el si del PSP després de la mort de Mariátegui.

## El PCP i els seus inicis
Després de la mort de Mariátegui en l'any 1930, Eudocio Ravinez –que després seria expulsat del partit convertint-se en un ferri anticomunista- assumeix la conducció del PSP, que canviaria el seu nom a Partit Comunista Peruà (PCP), adherint-se completament a les doctrines i directrius de la Tercera Internacional.En la dècada del 30, el PCP va ser declarat il·legal i perseguit per l'oligarquia governant, d'aquesta manera el PCP va ser primerencament desmantellat per la repressió governamental de Leguía i Sánchez Cerro, en aquesta època van morir per la repressió diversos militants i dirigents, sent considerats com els primers màrtirs del partit. En l'any 1936 es va il·legalitzar al PCP impedint-los participar en les eleccions. En l'any 1939 van donar suport a la candidatura de Manuel Prado Ugarteche (1939-1945) arran d'una directiva de la III Internacional que cridava a la creació de fronts antifeixistes durant la II Guerra Mundial.
En els anys 1942 i 1946 el PCP celebra el seu primer i segon Congrés, respectivament, en els quals s'allunya cada vegada més de ser un partit revolucionari de masses, tenint poca influència en la vida política nacional en la qual el APRA es convertia en el partit més popular, així i tot el PCP tenia gran influència en sindicats i universitats. El moviment social i el PCP sofreixen gran repressió durant la dictadura militar de Manuel A. Odría (1948-1956)

## El cisma
En els 60 el PCP s'incorpora gradualment a la legalitat i més aviat els grups revolucionaris com el Front d'Esquerra Revolucionària (FIR) es formaven al marge del partit, els esdeveniments revolucionaris com la revolució cubana, les guerrilles guevaristes, el trotskisme, etc. crea no solament partits nous, sinó també escissions dins del PCP, formant-se nous partits o grups revolucionaris d'esquerra, aquests grups passarien a ser part del que es va conèixer com la “nova esquerra” dels anys 60.

### L'Exèrcit d'Alliberament Nacional
El caràcter burocràtic i col·laboracionista del PCP va decebre a molts dels seus militants especialment dels joves universitaris els qui veien en les guerrilles guevaristes la forma d'arribar al poder i instaurar el socialisme. En 1962 una facció se separa i en 1963 funda, amb militants dissidents d'altres partits, l'Exèrcit d'Alliberament Nacional peruà (ELN), dirigit per Héctor Béjar, Juan Pablo Chang i el poeta Javier Heraud, convertint-se així en un dels primers grups guerrillers del Perú.

### “Pro soviètics” i “maoistes”
Però l'escissió més important encara no s'havia donat i va tenir els seus inicis a l'estranger: En 1963 ocorre la ruptura entre el Partit Comunista de la Unió Soviètica (PCUS) i el Partit Comunista Xinès (PCCh) que rebutjava la doctrina de Coexistència Pacífica dels soviètics la mateixa que havia estat adoptada també pel PCP. No obstant això el partit tenia ja forta influència maoista i aquesta divisió es veuria reflectida també en el PCP.
Així en 1964 el PCP es divideix en dues faccions, els “pro soviètics” partidaris de la Coexistència Pacífica liderats per Jorge del Prado (Secretari General de 1960 a 1991) i els maoistes liderats per Saturnino Parets, els segons com a Bandera Vermella a causa del nom de la seva publicació oficial. El PCP col·laboraria amb el govern de tendència esquerrana prosoviética del militar Juan Velasco Alvarado (1968-1975), període que es coneixeria com el Govern Revolucionari de les Forces Armades. En 1978 ocorre una nova escissió, es forma el Partit Comunista del Perú - Majoria (PCP – Majoria) liderada per Ventura Zegarra segons ells de tall soviètic per diferenciar-se del eurocomunismo que assenyalaven havia adquirit el PCP.

## El PCP i l'Esquerra Unida
El govern del General Francisco Morales Bermúdez (1975-1980), de tendència més dretana va atreure el descontentament popular i davant les massives protestes es va veure obligat a cridar a una Assemblea Constituent per 1978 i a eleccions per 1980, els partits polítics, incloent els marxistes, tornen a la legalitat i el PC que para llavors tenia gran influència en el moviment obrer, especialment en la Confederació de Treballadors del Perú participa sense aliats en les eleccions obtenint sis curules (escons) en l'Assemblea.
No obstant això ja es veia com una necessitat la unió de l'esquerra que, en conjunt, havien obtingut una important presència en l'Assemblea, el PC s'uneix amb el Partit Socialista Revolucionari (PSR) i altres grups d'esquerra per fundar la Unitat d'Esquerres (UI), la resta de l'esquerra fundo altres fronts i aliances per participar en les eleccions presidencials de 1980.
Després de les eleccions presidencials de 1980, l'esquerra legal es decideix ajuntar per a les eleccions municipals de novembre i funda l'Esquerra Unida (IU), sent el PC un dels membres fundadors juntament amb el PSR, PCR Classe Obrera, FOCEP, UNIR, UDP i el PCP-Pàtria Vermella entre d'altres, guanyant l'IU importants alcaldies al país i en les eleccions de 1983 van guanyar l'alcaldia de Lima amb Alfonso Barrantes, així l'IU es convertia una de les principals forces polítiques del país.
D'altra banda Sendero Luminoso (PCP-SL) va iniciar en els 80 la seva lluita armada, considerant al PC i a la resta de l'esquerra com a revisionistes, atacant moltes vegades als seus principals dirigents i entrant en oberta confrontació amb ells.

## El PCP
El PCP es va afeblir durant la dècada dels 90, la dissolució de la URSS i, per tant, del PCUS –el seu principal aliat a l'estranger- així com conflictes a l'interior d'IU van ser dos durs cops que sofria, mentre l'IU es dissolia, quedant gairebé la totalitat d'aquests partits al marge de l'escena política nacional, encara que el PCP Unitat va seguir mantenint la seva influència en la CGTP. En 1991 Renán Raffo Muñoz seria triat secretari general, càrrec que ocupa fins al 2007. Al febrer del 2008 és triat secretari general el Magíster Roberto De la Cruz Huaman.
És necessari assenyalar que a partir del congrés s'inicia el desastre intern i polític en el qual va tenir una important responsabilitat el fins a aquest llavors secretari general:Jorge del Prado.
En les eleccions presidencials del 2006 participen en aliança amb el Front Ampli d'Esquerra – Moviment Nova Esquerra (FAI-MNI) i al no arribar a la segona volta electoral li donen el seu suport al candidat nacionalista Ollanta Humala. Des del 2012, forma part del Front Ampli per Justícia, Vida i Llibertat

## Membres Prominents
- Julio Portocarrero, un dels fundadors del PSP i secretari general del partit de 1937-1940.
- Gamaniel Blanco, considerat com el primer màrtir del PCP, va morir en 1932 després d'una golpiza donada per militars durant una repressió al moviment obrer i miner; va morir a la presó en el Callao. Poeta, mestre i lluitador social.
- Pompeyo Herrera, dirigent estudiantil membre del PCP, mor a causa de les tortures dels militars en 1933.
- Simón Herrera Farfán, dirigent del PCP, elegit diputat pel Cusco en 1936, és capturat i torturat després d'una revolta obrera, morint a causa d'això en 1953.
- Jorge del Prado Chávez, secretari general, primer de 1946 a 1948 i després de 1960 a 1991.
- Raúl Acosta, empresonat en 1960 al govern de Manuel Prado. Prèviament, armen un complot des del govern, tot per trencar relacions amb Cuba dels barbuts.,
- Pedro Huilca Tecse, Secretari General de la CGTP i membre de la direcció nacional del PCP, va morir assassinat pel destacament PUJOL el 18 de desembre de 1992.

Anteriorment a Raul Acosta i Jorge Del Prado, va ser Secretari del partit comunista del Perú, Jorge Acosta Sales, per molts anys i empresonat en el Cep i a Lima, co fundador de la CGTP. Lluitant a principis contra la iniciada del sector pekines per desarticular el veritable PCP.
El seu habitatge en Echenique 335, Magdalena Del mar, va ser atacada i pintat diverses vegades pels de la línia Maoista. També va ser directe col·laborador de Jose Carlos Mariategui i Hugo Pesce.
- Alejandro Olivera Vila, dirigent oriünd de Moya, Huancavelica, va ser Diputat Constituent i Diputat de la República del Perú per 12 anys (1978-1990)

## Òrgans de Premsa
El PCP - Unitat compta amb una pàgina en internet: www.pcperuano.com i publica el periòdico UNITAT.